# Prace rozwojowe
Ten artykuł należy dopracować:

przedstawiono sytuację tylko z polskiej perspektywy – artykuł powinien być przekrojowy.
Pomóż go poprawić. 
Prace rozwojowe – działalność naukowa polegająca na pozyskiwaniu know-how dotyczącego produktów, technologii lub procesów oraz prowadzenie analiz teoretycznych, systematycznych studiów lub doświadczeń, w tym produkcji eksperymentalnej, techniczne testowanie produktów lub procesów, zapewnianie koniecznego wyposażenia oraz uzyskiwanie praw własności intelektualnej w odniesieniu do wyników prac.
Praktyczny aspekt takich prac to najczęściej odkrywanie nowych zależności i związków elementów danej dziedziny rzeczywistości w procesie usprawniania, ulepszania, doskonalenia techniki, technologii, metodyki. Wynikiem tych prac mogą być dalsze odkrycia, wynalazki, nowe hipotezy, koncepcje i teorie.
W programach rządowych dotyczących rozwoju innowacyjności państwa oraz w badaniach marketingowych, rozwojowych i strategicznych przedsiębiorstw działalność ta bywa określana skrótem B+R (od „badania i rozwój”, jednak termin ten odpowiada sensem całokształtowi działalności naukowej).
Przedsiębiorcy, którzy prowadzą prace rozwojowe, mogą skorzystać z podatkowej Ulgi na innowacyjność niezależnie od wielkości prowadzonej firmy. Rozwiązanie to zostało wprowadzone w ramach tzw. Ustawy o innowacyjności, która ma na celu przebudowę polskiej przedsiębiorczości na bardziej innowacyjną, korzystającą z nowoczesnych technologii. 
Z ulgi na innowacyjność mogą skorzystać przedsiębiorcy opodatkowani:
- według skali podatkowej (PIT-36)
- podatkiem liniowym (PIT-36L)
- podatkiem dochodowym od osób prawnych (CIT-8).

Ulga na innowacyjność daje możliwość z korzystania z dodatkowego odliczenia od podstawy opodatkowania 100% kosztów kwalifikowanych. 
Koszty kwalifikowane to m.in.:
- koszty pracy,
- ekspertyzy, opinie, usługi doradcze,
- uzyskanie i utrzymanie patentu,
- nabycie materiałów i surowców,
- odpisy amortyzacyjne od środków trwałych oraz wartości niematerialnych i prawnych,
- odpłatne korzystanie  z aparatury naukowo-badawczej (koszty wynajmu samej aparatury).[4]